# Mélodica
Pour les articles homonymes, voir Melodica (homonymie).

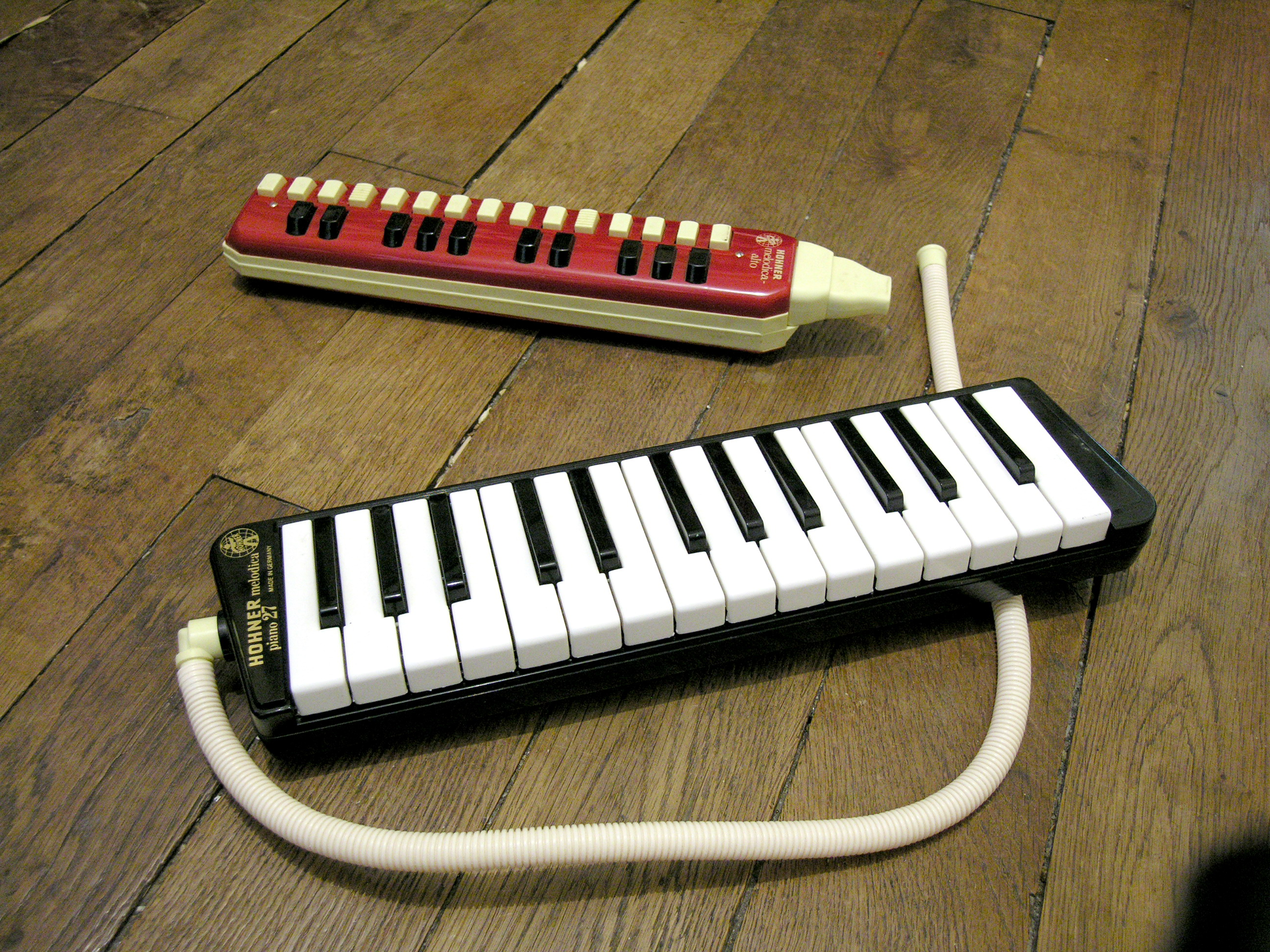
Un mélodica Alto à touches boutons (en haut) et un mélodica Piano 27 à touches piano équipé d'un tuyau, tous deux de marque Hohner

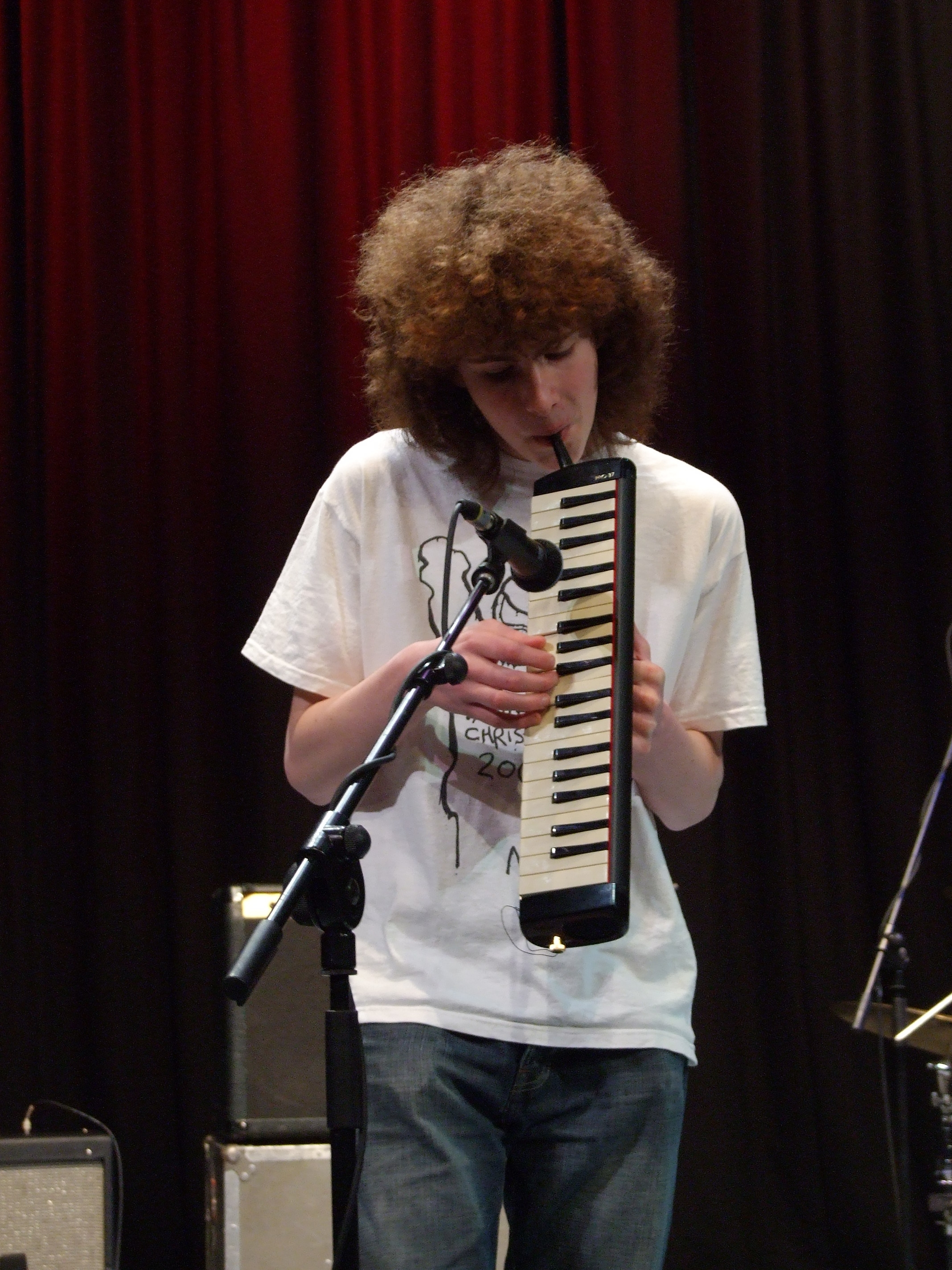
Artiste jouant un mélodica sans tuyau. Le son est capté par un microphone pour être amplifié.

Le mélodica est un instrument de musique à vent, plus précisément à anches libres. Il s'apparente dans son mode de fonctionnement à un harmonica, mais à la différence de celui-ci, il comporte un clavier, qui peut avoir une portée d'une octave et demie à trois octaves. Le son est obtenu en soufflant dans l'embouchure de l'instrument, située sur le côté du clavier. La pression d'une touche permet alors à l'air de passer à travers l'anche correspondante et d'obtenir une note.

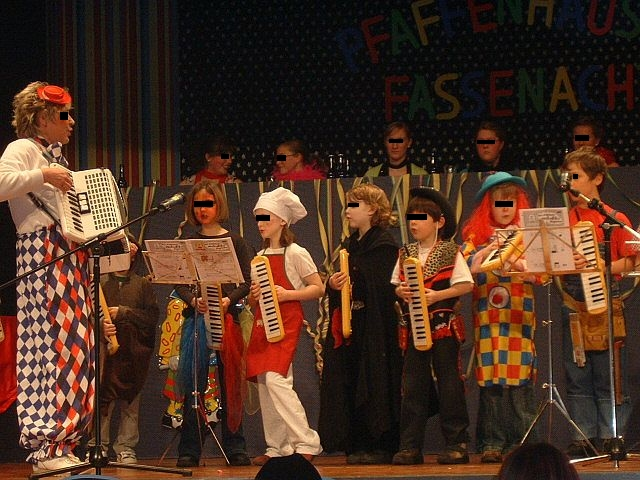
Enfants concertant avec l'instrument

Le nom Mélodica lui-même est déposé par la marque Hohner qui a popularisé le concept. D'autres marques ont produit le même instrument sous d'autres noms commerciaux, comme Mélodion, Pianica ou Clavietta. Le mot mélodica est resté comme nom générique pour ce genre d'instrument.

## Historique

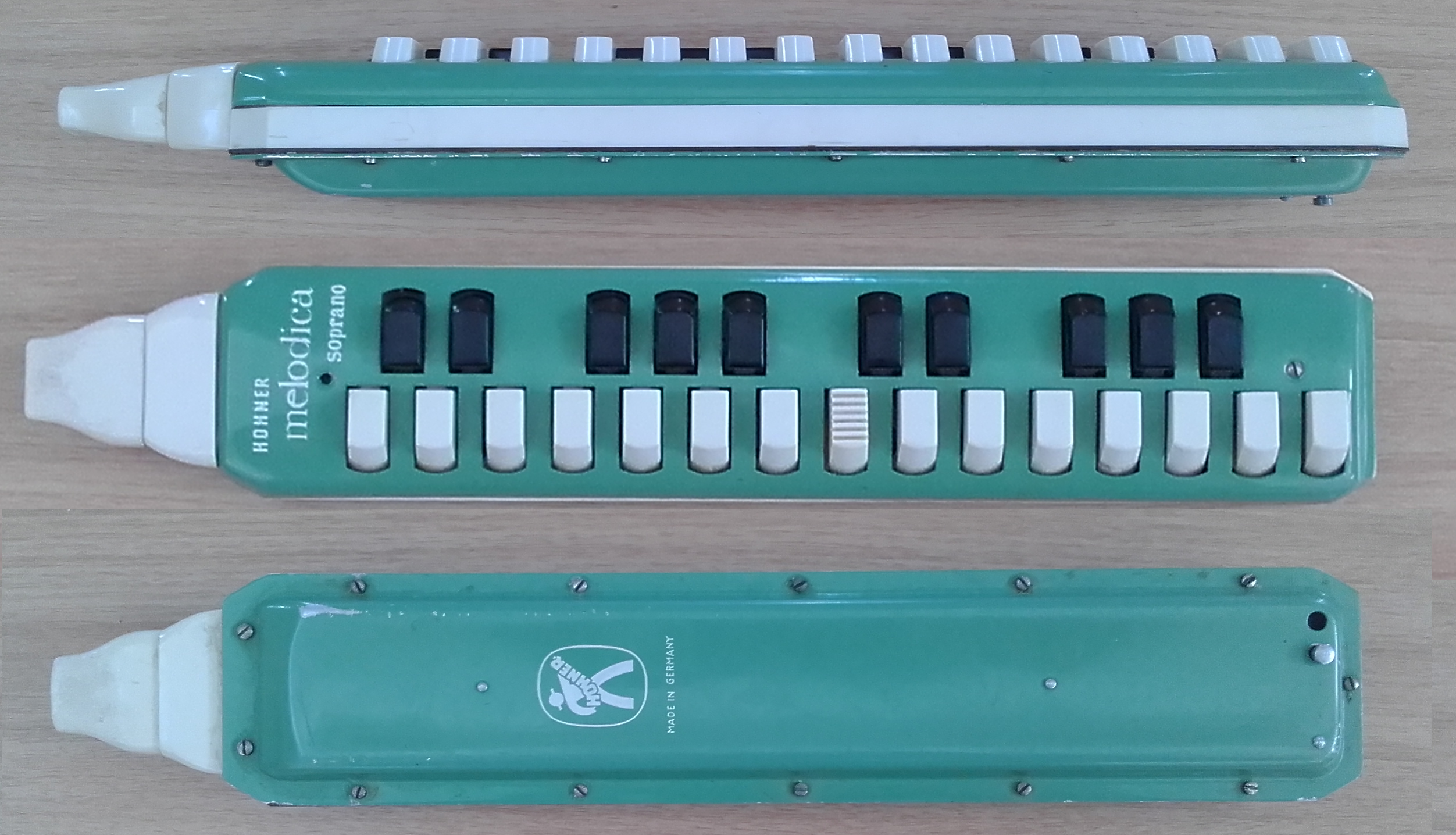
Mélodica Hohner (Soprano) : Vues de côté (droite), du clavier et du dessous.

L'ancêtre du mélodica serait le Symplexophon instrument inventé vers 1870 par Ch.Weiss fabricant d'harmonicas, auquel succéda l'Hohnerette breveté par Hohner en 1908. En 1836, le Dijonnais Jacques Reine Pâris (1795-1875) inventa l'harmoniphon, qui ne pouvait toutefois, du fait de son poids, être porté à la bouche et devait être posé sur une table.
Le musicien Augustus Pablo a popularisé l'utilisation de cet instrument à travers le reggae.

## Types de mélodicas
Il y a deux types de mélodicas : ceux à boutons et ceux à clavier.
- Les mélodicas à clavier sont les plus fréquents. Ils existent avec des claviers de différentes étendues, jusqu'à environ 36 touches. La main gauche tient le mélodica par une poignée tandis que la main droite joue sur le clavier. On peut également placer un tuyau spécifique à l'embouchure du mélodica. Dans ce cas, le mélodica étant posé, l'utilisateur peut se servir de ses deux mains pour réaliser des accords.
- Les mélodicas à boutons ne sont fabriqués que par Hohner, en modèles Student, Soprano, Alto et Piano. Ils sont plus fins que ceux à clavier et sont conçus pour être joués avec les deux mains : la main droite joue sur les touches diatoniques (les touches blanches du piano) et la main gauche sur les touches chromatiques (les touches noires du piano).

Il y a plusieurs variantes.
- L'accordina est un instrument très similaire avec un clavier à boutons comme un accordéon à la place du clavier de type piano.
- Le vibrandonéon est en bois, ce qui lui donne un son similaire au bandonéon; il est à touches ou à boutons.
- Le couesnophone a l'allure d'un saxophone[1].